# 1827年逝世人物列表
下面是1827年逝世的知名人士列表。
1827年逝世人物列表：1月 - 2月 - 3月 - 4月 - 5月 - 6月 - 7月 - 8月 - 9月 - 10月 - 11月 - 12月

## 1月

### 1日
- 約翰·萊德瓦施，奧地利畫家
- 約翰·海因里希·蘇蘭特，梅克倫堡公爵的德國宮廷畫家

### 4日
- 雅各·佩雷格林·保利奇，古爾克主教（1824年–1827年）

### 5日
- 約克和奧爾巴尼公爵弗雷德裡克·奧古斯都王子，英國陸軍元帥，奧斯納布呂克親王主教
- 卡爾·克利斯蒂安·邁因霍爾德，德國宮廷印表機

### 6日
- 約翰·埃克斯肖，愛爾蘭書商和政治家
- 夏洛特·馮·斯坦因，弗里德里希·席勒（Friedrich Schiller）和約翰·沃爾夫岡·馮·歌德（Johann Wolfgang von Goethe）的侍女和密友

### 7日
- 路易斯·萊皮克，法國騎兵將軍

### 8日
- 雅各·路德維希·帕薩萬特，歸正教會牧師，約翰·沃爾夫岡·馮·歌德的兒時朋友

### 11日
- 安娜·維多利亞·多拉拉，義大利修女和微型畫家
- 波马雷三世，法屬波利尼西亞國王

### 12日
- 亨德里克·范德努特，比利時律師

### 13日
- 讓-鄧尼斯·蘭胡伊納，法國大革命期間的法國政治家

### 14日
- 湯瑪斯·裡德，德國羅馬天主教神父和歷史學家

### 16日
- 路易士·弗朗索瓦·貝戈斯，瑞士政治家和律師

### 18日
- 弗朗索瓦·富尼耶-薩洛佩斯，法國將軍

### 19日
- 路德維希·馮·布勞希奇，普魯士將軍
- 威廉·默弗里，美國政治家
- 塞拉斯·斯托，美國律師和政治家

### 20日
- 卡爾·路德維希·阿道夫·彼得森，德國律師和政治家

### 21日
- 撒母耳·戈特利布·芬格，德國商人、作家和政治家

### 23日
- 多梅尼科·阿爾貝托·阿祖尼，義大利歷史學家和法學家

### 26日
- 讓·多芬·德·夏波魯日（Jean Dauphin de Chapeaurouge），漢堡商人和市長

### 27日
- 約翰·卡爾·菲力浦·斯賓納，德國出版商和公關人員

### 28日
- 約瑟夫·安東·梅斯默，上施瓦本和瑞士的德國教堂畫家

### 29日
- 馬丁·約翰·傑尼施（Martin Johann Jenisch the Elder），德國商人和漢堡參議員
- 約瑟夫·克利斯蒂安·莉莉，丹麥建築師和室內設計師

### 30日
- 約翰·菲力浦·克利斯蒂安·舒爾茨，德國作曲家和布商大廈指揮家

### 31日
- 約翰·格奧爾格·邁克爾·維寧格，巴伐利亞釀酒商和企業家

### 日期不詳
- 約翰·格奧爾格·馮·布朗-加繆，3.卡馬斯伯爵布朗，俄羅斯上校和馬爾他騎士
- 拉斐爾·德·索佈雷蒙特，拉普拉塔河總督

## 2月

### 1日
- 卡爾·馮·普雷辛，巴伐利亞公務員

### 2日
- 愛德華·克勞奇，美國政治家
- 西奧多·戈特霍爾德·蒂內曼，德國路德宗神學家

### 3日
- 弗朗茨·路德維希·馮·哈茨費爾特，普魯士將軍

### 5日
- 約翰·威廉·朗斯多夫，德國鹽廠專家

### 7日
- 弗朗茨·安東·迪姆勒，德國作曲家和古典器樂音樂家
- 朱塞佩·貝拉斯科（Giuseppe Velasco），義大利畫家

### 11日
- 何塞·利東，西班牙作曲家和管風琴家
- 賈科莫·米努托利，義大利建築師
- 弗里德里希·舒勒·馮·森登，普魯士步兵將軍

### 12日
- 弗里德里希·萊因哈德·里克爾夫斯，德國古典語言學家和高中校長

### 13日
- 迦勒·布魯斯特，美國獨立戰爭期間的愛國者間諜
- 約翰·康拉德·布蘭克，奧地利修道院院長，帝國和皇家顧問兼數學教授
- 迪特裡希·威廉·索爾陶，德國作家和翻譯家

### 15日
- 海因里希·肯彭·馮·費希滕斯塔姆，奧地利軍官

### 17日
- 約瑟夫·法蘭索瓦·瑪律赫貝，法國化學家和歷史學家
- 约翰·海因里希·裴斯泰洛齐，瑞士教育家

### 18日
- 安托萬·尼古拉斯·杜切斯內，法國植物學家
- 阿洛伊斯·古格勒，瑞士天主教神學家

### 19日
- 阿尔芒·德·科兰古，法國軍官、外交官

### 20日
- 利奧波德·安東·戈利斯，奧地利醫生
- 撒母耳·馬克思，拉比
- 卡爾·奧古斯特·馮·謝弗，皇家普魯士少將兼第5龍騎兵團指揮官

### 21日
- 讓-巴蒂斯特·莫萊特，法國步兵準將
- 撒迦利亞·奧本海默，德國製造商
- 馬丁·舒尼曼（Martin G.Schuneman），美國律師和政治家

### 22日
- 湯瑪斯·昂斯洛，第二代昂斯洛伯爵，英國貴族和政治家
- 查理斯·威爾森·皮爾，美國肖像和風景畫家

### 23日
- 費利佩·恩里克·內里，德克薩斯州立法者、殖民者

### 26日
- 塞西爾·斯坦尼斯拉斯·澤維爾·德·吉拉爾丁，法國政治家
- 博納維塔·布蘭克，德國古生物學家和神職人員
- 讓-亨利·哈森弗拉茨，法國礦物學家、物理學家、化學家和政治家

### 27日
- 弗朗索瓦絲·埃萊奧諾·德讓·德·曼維爾，薩布蘭伯爵夫人，沙龍女士

### 28日
- 湯瑪斯·霍洛威，英國肖像畫家、雕刻師
- 海因里希·克裡斯托夫·馮·威利希，德國牧師和企業家

### 日期不詳
- 弗朗茨·邁克爾·洛伊希森林，德國作家

## 3月

### 1日
- 克裡斯托弗·戈爾，美國政治家

### 5日
- 卡爾·古斯塔夫·馮·埃裡克森，普魯士中將，科塞爾要塞指揮官
- 皮埃尔-西蒙·拉普拉斯，法國數學家和天文學家
- 弗裡德里希·奧古斯特·羅貝爾，撒克遜社會醫生、流行病學家和葡萄栽培專家
- 亞歷山德羅·伏打，義大利物理學家，電學理論奠基人

### 6日
- 約翰·喬治·里舍爾，建築大師和大教堂建造者
- 克拉拉·維斯珀曼（Klara Vespermann），德國歌手（女高音）

### 9日
- 弗朗茨·澤弗·格爾，奧地利歌劇演唱家（貝斯）和作曲家
- 古斯塔夫·埃裡克·哈塞爾葛籣，瑞典畫家

### 10日
- 希拉蕊·斯皮洛夫斯基，波蘭建築師

### 12日
- 理查·布蘭德·李，美國政治家

### 14日
- 威廉·格奧爾格·馮·沙克，普魯士少將兼普魯士威廉王子總督

### 15日
- 讓-查理斯·拉沃（Jean-Charles Laveaux），法國作家、記者、政治家、詞典編纂家、語法學家、翻譯家和歷史學家

### 16日
- 查理斯·亨利·霍爾，英國聖公會神職人員和神學家
- 約翰·克裡斯托夫·羅德貝圖斯，德國法學家

### 18日
- 吉迪恩·費爾曼，美國雕刻師

### 26日
- 路德维希·范·贝多芬，德國作曲家

### 27日
- 貝蒂·格萊姆，德國教育家、學校創始人和作家
- 拉羅什福科-利安庫爾公爵弗朗索瓦·亞歷山大·弗雷德里克（François Alexandre Frédéric），法國政治家、企業家和社會改革家
- 喬瓦尼·蓋拉爾多·德·羅西，義大利作家
- 德米特裡·維涅維諾夫，俄羅斯詩人和哲學家

### 28日
- 海因里希·戈特弗裡德·威廉·丹尼爾斯，德國法學家
- 弗里德里希·莫爾貝克，德國哲學家

### 31日
- 瑪麗·巴奇，丹麥芭蕾舞演員
- 威廉·克裡斯特爾夫·西格蒙德·米利烏斯，德國作家和翻譯家

## 4月

### 2日
- 路德維希·海因里希·馮·博亞努斯，德國動物學家

### 3日
- 恩斯特·弗洛倫斯·弗裡德里希·克拉德尼，德國物理學家和天文學家
- 約瑟夫五世，加色丁禮天主教會宗主教（迪亞巴克爾宗主教區）

### 4日
- 撒母耳·西格裡夫斯，美國政治家

### 5日
- 約翰內斯·威廉·麥（Johannes Wilhelm Mai），德國藥劑師，藥學和實驗化學教授

### 8日
- 約翰·內波穆克·馮·特裡瓦，巴伐利亞將軍和戰爭部長

### 11日
- 約翰·馮·施呂特，皇家漢諾威總理府主任在施塔德

### 12日
- 蜜雪兒·特羅亞，義大利醫生
- 弗蕾德里克·奧古斯塔·索菲，安哈爾特-伯恩堡公主，安哈爾特-采爾布斯特公主
- 約翰·邁克爾·格裡斯，漢堡市議會法律顧問、外交官和政治家

### 13日
- 休·克拉珀頓，蘇格蘭探險家

### 16日
- 小約翰·斐迪南德·費奇，德國雕塑家

### 17日
- 保羅·格雷尼爾，法國將軍

### 18日
- 尼古拉斯·薩達烏斯·馮·甘納，德國法學家和政治家

### 19日
- 朱塞佩·普波（Giuseppe Puppo），義大利小提琴家和作曲家

### 20日
- 約瑟法·貝克，德國歌劇演唱家（女高音）

### 21日
- 約翰·喬治·巴頓，德國歷史學家和天主教神父
- 湯瑪斯·羅蘭森，英國畫家和漫畫家

### 24日
- 以色列皮肯斯，美國政治家

### 25日
- 薩克森-邁寧根的夏洛特，薩克森-邁寧根公主，與薩克森-哥達-阿爾滕堡公爵夫人結婚

### 26日
- 亞諾斯·比哈裡，匈牙利作曲家和吉普賽人
- 戈特利布·內格爾，德國解放戰士、詩人和教育家
- 約翰·韋希特（Johann Wächter），奧地利路德宗神學家

### 27日
- 華金·布萊克·喬伊斯，西班牙將軍在解放戰爭中反對拿破崙
- 卡羅琳·盧德庫斯，德國作家

### 29日
- 黛博拉·桑普森，第一位美國女兵
- 鲁弗斯·金，美國律師、政治家和外交官

### 30日
- 讓·莫杜伊特·德·拉裡夫，法國演員
- 烏爾里希·勒佈雷希特·馮·曼德爾斯洛，符騰堡州國務部長
- 威廉·蒂爾曼，美國律師和政治家

## 5月

### 1日
- 約瑟夫·艾森斯特肯，蒂羅爾自由鬥士、帝國和皇室少校

### 3日
- 海因里希·庫爾特·史蒂弗，德國律師和作家

- 弗里德里希·奥古斯特一世，選帝侯和薩克森國王，華沙公爵
- 乔治斯·卡赖斯卡基斯（英语：Georgios Karaiskakis），希臘解放戰爭將軍

### 6日
- 弗朗索瓦-弗雷德里克·萊莫特，法國雕塑家

### 9日
- 弗里德里希·威廉·伯納，德國教堂音樂家和讚美詩作曲家
- 布克哈德·弗裡德里希·莫查特，德國市長和國會議員

### 10日
- 里賈納·希策爾伯格（Regina Hitzelberger），德國歌劇演唱家（女高音）

### 11日
- 皮埃爾·多米尼克·卡尼爾，法國步兵將軍

### 12日
- 卡爾·博恩，德國書商和出版商

### 14日
- 路易斯·雷蒙德·德·卡尔博尼埃，法國政治家
- 西奧多·哈格曼（Theodor Hagemann），德國法學家
- 威廉·馮·克森布羅克，德國市政政治家

### 18日
- 佩德羅·巴里耶爾，中美洲政治家
- 烏列爾·福爾摩斯，美國政治家

### 19日
- 克裡斯托夫·尤西比烏斯·拉希格，撒克遜醫生、全科醫生和教授

### 21日
- 威廉·格蘭傑·布朗特，美國政治家
- 蜜雪兒-加布里埃爾·帕卡德，醫生和勃朗峰的第一次攀登

### 22日
- 派翠斯·德·科寧克，荷蘭律師和政治家

### 23日
- 約翰·赫爾曼·斯圖賓，德國教會歷史學家和地形學家

### 24日
- 約翰·約瑟夫·阿德里安斯，弗萊堡市長

### 26日
- 弗里德里希·馮·埃爾德曼斯多夫，普魯士行政律師和區長
- 小威廉·菲力浦斯，美國政治家
- 海因里希·普雷舍爾，德國歷史學家

### 27日
- 梅萊西娜·特倫奇，愛爾蘭出生的作家、社交名媛

### 28日
- 威廉·詹姆斯，英國海軍歷史學家

### 30日
- 塞巴斯蒂安·卡爾·克裡斯托夫·萊因哈特，德國風景畫家

### 31日
- 皮埃爾·路易士·普里爾，法國政治家

## 6月

### 1日
- 約翰·弗里德里希·克勒克，新教高中和大學教師

### 4日
- 斯蒂芬·馮·布勞寧，德國劇作家

### 6日
- 威廉·威爾遜，美國政治家

### 8日
- 埃吉德·約瑟夫·卡爾·馮·法恩伯格，奧地利帝國法庭法官

### 10日
- 約翰·海加斯，英國醫生
- 弗朗切斯科·安東尼奧·塔迪，瑞士泥水匠

### 11日
- 奧古斯特·扎納克，德國神學家、教育家、詩人

### 13日
- 路德維希·菲力浦·阿肖夫，藥劑師

### 14日
- 約翰·戈特弗里德·古利特，德國語言學家、教育家和教師

### 16日
- Thaddäus Anton Dereser，德國神學家，希臘研究、詮釋學、訓訌學、教牧神學和教義學教授

### 18日
- 朱塞佩·阿萬齊尼（Giuseppe Avanzini），義大利羅馬天主教數學家和物理學家

### 19日
- 約翰·馬丁·洛赫曼，黑森大公國成員

### 20日
- 卡爾·菲力浦·康茨，德國詩人、作家和古典文學教授
- 湯瑪斯·沃辛頓，美國政治家

### 21日
- 弗里德里希·威廉·康普，德國-丹麥法警

### 22日
- 菲德爾·安德列，弗萊堡市長

### 25日
- 約翰·戈特弗裡德·艾希霍恩，東方主義者
- 詹姆斯·馬基爾，美國政治家

### 26日
- 塞繆爾·克朗普頓，英國發明家
- 朱利安-德西雷·施瑪律茨，塞內加爾總督
- 克利斯蒂安·奧古斯特·武爾皮烏斯，德國作家

### 27日
- 約翰·克裡斯托夫·馮·扎布斯尼格，德國作家和奧格斯堡市長（1813-1818）

### 30日
- 約翰·馮·西弗斯，俄羅斯將軍

## 7月

### 2日
- 威廉·伯利，美國政治家
- 約翰·克裡斯托夫·斯蒂爾萊因，德國製圖師

### 4日
- 弗雷德里克·杜佩蒂-梅雷，法國劇作家
- 卡爾·克萊門斯·馮·格魯本，科隆輔理主教和希爾德斯海姆主教

### 6日
- 彼得·喬丹，奧地利農業科學家
- 卡爾·路德維希·蒂埃裡，漢堡商人，耶爾斯貝克和施特根荷爾斯泰因莊園的領主

### 7日
- 達西·溫特沃斯，澳大利亞的先驅、醫生、地主

### 8日
- 羅伯特·蘇爾庫夫，法國海軍軍官和海盜船

### 9日
- 約瑟夫·馬林斯基，捷克雕塑家和雕刻家

### 11日
- 斯蒂芬·哈維奇，德國畫家和繪畫老師
- 約翰·雅各·伊萊，德國作家、戲劇導演和編劇

### 14日
- 奥古斯丁·菲涅耳，法國物理學家

### 15日
- 卡爾·亞歷山大·馮·圖恩和計程車，5. Prince of Thurn and Taxis，郵政召集人

### 16日
- 奧古斯丁·德·萊斯特蘭奇，法國特拉普派住持，秩序改革者和修道院創始人

### 17日
- 恩斯特·奧古斯特·魯曼，德國律師和公務員

### 21日
- 約翰內斯·傑尼克（Johannes Jaenicke），德國傳教士

### 22日
- 杜蒂特雷夫人，柏林胡格諾派
- 路德維希·海因里希·馮·雅各，德國政治學家、哲學家、經濟學家和作家

### 24日
- 諾伯特·豪納（Norbert Hauner），德國作曲家和修道院院長

### 25日
- 戈特弗里德·克裡斯托夫·哈特爾，德國音樂出版商
- 約翰·克利斯蒂安·哈什，福音派路德宗神學家、歷史學家和作家

### 27日
- 弗雷德里克·埃萊奧諾·巴蒂斯特，芬蘭女演員和劇作家

### 28日
- 撒母耳·伍德森，美國政治家

### 29日
- 約翰·馬丁·烏斯特裡，瑞士詩人、畫家和製圖員

### 30日
- 威廉·馮·拉帕德，普魯士地區行政長官

## 8月

### 2日
- 詹姆斯·休伊特，美國作曲家

### 3日
- 弗雷德里克·康拉德，美國政治家
- 洛倫茲·利奧波德·哈施卡，奧地利詩人

### 4日
- 約翰·克裡斯托夫·霍夫鮑爾，德國哲學家

### 8日
- 喬治·坎寧，1827年英國保守黨政治家和首相

### 9日
- 約翰·艾略特，美國政治家

### 10日
- 威廉·雅各·赫林斯，佛蘭德畫家

### 12日
- 威廉·布莱克，英國詩人、畫家
- 撒母耳·古迪納夫，英國植物學家、教育家和神職人員

### 13日
- 塞巴斯蒂安·海因里希·穆勒，德國路德宗神學家和神職人員

### 14日
- 多梅尼科·米勒利爾，皮埃蒙特-撒丁島海洋

### 18日
- 約瑟夫·法蘭索瓦·杜魯特，伯爵和法國將軍

### 19日
- 伯恩哈德·約瑟夫·里特·安德斯·馮·波羅迪姆，奧地利公務員
- 弗朗茨·亞歷山大·波辛格，奧地利作曲家和編曲家

### 21日
- 約翰·戈特弗里德·佈雷姆瑟，醫生和寄生蟲學家
- 約翰·弗裡德里希·奧古斯特·多爾弗，荷爾斯泰因牧師、校長、歷史學家和地理學家
- 約翰·雅各·保羅·莫爾登哈爾，德國植物學家

### 27日
- 弗朗索瓦·查理斯·德·阿弗蘭日·德·豪熱蘭維爾，法國騎兵將軍
- 約翰·卡西米爾·哈菲林，德國外交官和紅衣主教
- 約翰·勞斯，第一代斯特德布魯克伯爵，英國政治家

### 28日
- 亞當·李斯特，匈牙利公務員，音樂家，作曲家和鋼琴家法蘭茨·李斯特的父親
- 弗朗茨·林霍弗，奧地利發明家和製造商
- 斐迪南德·馮·特勞特曼斯多夫，奧地利政治家和外交部長

### 29日
- 弗里德里希·卡爾·庫勒曼，德國行政律師和議員
- 安德列亞斯·克利斯蒂安·沃爾特斯，德國律師和政治家

### 30日
- 卡爾·歐勒，德國作曲家和音樂總監
- 塞韋林·馮·雅羅申斯基（Severin von Jaroszynski），波蘭貴族、冒名頂替者和殺人犯

### 31日
- 約翰·克利斯蒂安·埃爾曼，德國醫生、作家和諷刺作家

## 9月

### 2日
- 約瑟夫·艾倫，美國政治家

### 3日
- 盧多維克·西馬諾維茲，符騰堡州畫家

### 4日
- 海因里希·博伊，德國動物學家
- 弗里德里希·馮·布洛（Friedrich von Bülow），德國行政律師
- 邁克爾·帕默，奧地利作曲家

### 6日
- 阿洛伊斯·弗朗茨·彼得·格魯茨·馮·布洛茨海姆，瑞士作曲家和旅行歌手

### 7日
- 埃利亞斯·馬克西米利安·亨克爾·馮·唐納斯馬克，普魯士少將，胸甲騎兵第一團團長

### 8日
- 約翰·福特謝格，奧地利木雕家和畫家

### 10日
- 乌戈·福斯科洛，義大利詩人

### 11日
- 喬爾·弗羅斯特，美國政治家

### 12日
- 卡爾·馮·貝爾-內根丹克，德國地主和政治家
- 卡爾·約瑟夫·馮·加特堡，奧地利貴族，軍官和瑪麗亞·特蕾莎軍事騎士團的騎士
- 彼得·霍爾茲爾，奧地利管風琴製造商

### 17日
- 馬修·塔爾博特，美國政治家

### 18日
- 古斯塔夫·馮·凱塞爾，普魯士中將

### 19日
- 莫滕·瑟蘭·布倫尼奇，丹麥動物學家和礦物學家

### 20日
- 威廉·辛格爾頓·楊，美國政治家

### 21日
- 弗里德里希·威廉·齊格勒，德國演員和劇作家

### 23日
- 弗朗茨·澤弗·格根鮑爾，奧地利教師和作曲家
- 弗里曼·沃克，美國政治家

### 25日
- 雅各·馮·德·利普·帕雷利烏斯，挪威牧師和科學家
- 賈科莫·佩斯·迪·維拉馬里納，皮埃蒙特將軍和總督

### 27日
- 約翰·恩斯特·馮·阿爾文斯萊本，德國政治家

## 10月

### 1日
- 威廉·穆勒（Wilhelm Müller），德國詩人

### 3日
- 弗朗茨·邁克爾·維爾塔勒，奧地利教育家和學校改革家

### 4日
- 卡爾·弗里德里希·克利斯蒂安·威廉·馮·斯波內克，德國林務員、作家和大學講師

### 9日
- 馬克西姆·伊萬諾維奇·涅沃洛夫，俄羅斯詩人和公關人員

### 11日
- 克利斯蒂安·德特列夫·馮·雷文特洛，丹麥政治家和社會改革家

### 12日
- 以撒·格裡芬，美國政治家
- 約翰·艾格·霍華德，美國政治家

### 14日
- 弗雷德里克·諾斯，第五代吉爾福德伯爵，英國政治家、學者和哲學家

### 15日
- Veith Ehrenstamm，猶太企業家
- 卡爾·馮·格雷斯，蒂米什瓦拉要塞指揮官，帝國和皇家步兵團第23團的所有者

### 16日
- 弗里德里希·約瑟夫·克萊曼，德國商人和政治家在法蘭克福
- 丹尼爾·波普·庫克，美國政治家

### 17日
- 約翰·喬治·恩格爾哈德，法蘭克福大公國三級會議主席
- 喬納斯·德·格留（Jonas de Gélieu），瑞士牧師和養蜂人

### 18日
- 海因里希·阿爾肯，雕塑家和畫家
- 約翰·康拉德·居特爾，德國儀器製造商

### 19日
- 卡爾·弗里德里希·恩斯特·阿申伯恩，普魯士法學家
- 溫澤爾·魯巴赫，奧地利肖像畫家

### 22日
- 喬治·弗裡德里希·格呂訥貝格，德國管風琴製造商
- 喬治·恩斯特·克萊滕（Georg Ernst Kletten），德國醫生

### 23日
- 約翰·弗里德里希·德因哈德，德國企業家和Deinhard起泡酒窖的創始人
- 撒母耳·肖，美國政治家

### 24日
- 湯瑪斯·戈爾德，美國律師和政治家
- 亨利·蒂博多，美國政治家

### 27日
- 梅爾基奧爾·伊格納茲·斯滕格萊因，德國神學家
- 何塞·帕斯誇爾·德·薩亞斯，西班牙將軍在解放戰爭中反對拿破崙

### 30日
- 約瑟夫·阿諾德·馮·盧茲-科斯瓦倫，萊茵-沃爾貝克親王
- 亨利·索尔特，英國藝術家、旅行家、外交官和埃及學家

## 11月

### 1日
- 卡爾·馬克西米利安·安德列，德國醫生和婦科醫生

### 2日
- 路易士-弗朗索瓦·卡薩斯，法國製圖員和風景畫家

### 3日
- 羅伯特·亞伯克倫比，英國將軍和國會議員；駐印度總司令；愛丁堡城堡總督

### 4日
- 奧古斯特·威廉·坎恩，德國建築師和建築檢查員

### 6日
- 巴爾托洛梅奧·坎帕尼奧利，義大利小提琴家、作曲家和指揮家
- 威廉·萊赫萊特納（Wilhelm Lechleitner），奧地利作曲家、合唱團指揮和教育家
- 羅伯特·萬斯，美國政治家

### 7日
- 奧地利的瑪麗亞·特蕾莎，奧地利大公夫人和薩克森公主

### 8日
- 約翰·克利斯蒂安·科佩，德國律師和大學圖書館員

### 9日
- 亨利·沃頓·康威，美國政治家

### 10日
- 聖喬治·塔克，美國聯邦法官

### 11日
- 邁克爾·安東·富切爾，奧地利-德國畫家
- 湯瑪斯·古爾頓·赫斯萊登，英國船舶經紀人
- 弗朗茨·馮·瓦爾塞格，奧地利貴族

### 13日
- 弗朗切斯科·卡爾博·克羅塔，義大利政治家，威尼斯市長
- 華金·德·奧雷阿穆諾·穆尼奧斯·德拉特立尼達，中美洲總統

### 14日
- 湯瑪斯·阿迪斯·埃米特，愛爾蘭和美國律師和政治家

### 18日
- 朱利葉斯·海因里希·馮·布根哈根，普魯士戰爭部長兼地區行政長官
- 威廉·豪夫，德國作家

### 19日
- 讓-尼古拉斯·庫雷利，法國騎兵准將
- 愛德華·哈格曼，荷蘭法學家

### 20日
- 卡爾·弗里德里希·彼得斯，德國音樂和圖書轉銷商以及出版商
- 約翰·埃薩亞斯·馮·塞德爾，德國印刷商、出版商和公關人員
- 阿列克謝·尼古拉耶維奇·蒂托夫，俄羅斯作曲家

### 21日
- 喬治·奧古斯特·海因里希·馮·金克爾，皇家巴伐利亞張伯倫和中將
- 克利斯蒂安·馮·馬森巴赫，普魯士上校和作家

### 22日
- 克裡斯托夫·馮·凱勒，德國政治家

### 23日
- 約翰·撒母耳·戈特洛布·弗萊明，撒克遜牧師，1812年從拿破崙軍隊的掠奪中拯救了 Kötzschenbroda

### 25日
- 卡爾·安東·迪德里希斯，德國市政官員和議員

### 26日
- 何塞·阿爾瓦雷斯·庫貝羅，西班牙雕塑家
- 利奧波德·基斯林，奧地利雕塑家
- 喬治·威廉·普芬斯滕，德國聾啞教師

### 28日
- 約翰·本傑明·艾哈德，法國大革命時期的德國哲學家

### 30日
- 威廉·亨特，美國政治家

## 12月

### 1日
- 奧古斯特·弗裡德里希·霍爾茨豪森，德國工程師

### 2日
- 約翰·約瑟夫·艾希霍夫，波恩市長，法國公務員
- 約瑟夫·桑德哈斯，德國畫家

### 3日
- 塞爾萬多·特蕾莎·德米爾，墨西哥傳教士
- 文斯·巴蒂亞尼，匈牙利政治家和地形學家
- 約瑟夫·普蘭塔，英國圖書館員、歷史學家和瑞士裔羅曼學者

### 5日
- 恩里科·阿切爾比，義大利醫生

### 6日
- Gabriel Barbou des Courières，法國將軍
- 戈特利布·烏爾里希·奧西安德，德國路德宗神學家

### 7日
- 維克多·凱勒，本篤會，教授

### 8日
- 赫爾曼·倫策爾，德國新教神職人員，漢堡執事

### 10日
- 本傑明·埃利科特，美國律師和政治家

### 11日
- 卡爾·克裡斯托夫·克萊默，格洛高的稅吏、咖啡進口商、皇家樞密院議員

### 13日
- 法布里齊奧·迪奧尼吉·魯福，天主教會樞機主教

### 16日
- 康拉德·馬丁·梅斯，德國畫家和雕刻家

### 20日
- 約翰·格奧爾格·克利斯蒂安·霍普夫納，德國神學家

### 21日
- 安東二世，喬治亞天主教牧首

### 22日
- 曾格，帕紹的天主教神職人員和大教堂教規

### 28日
- 巴托爾德·約翰·馮·巴塞維茨，撒克遜-哥特式張伯倫公國和首席護林員
- 羅伯特·伍德豪斯，英國數學家